# District d'Haora
Le district d'Haora ou district d'Howrah (bengali : হাওড়া জেলা) est un district de l’État indien du Bengale-Occidental.

## Géographie

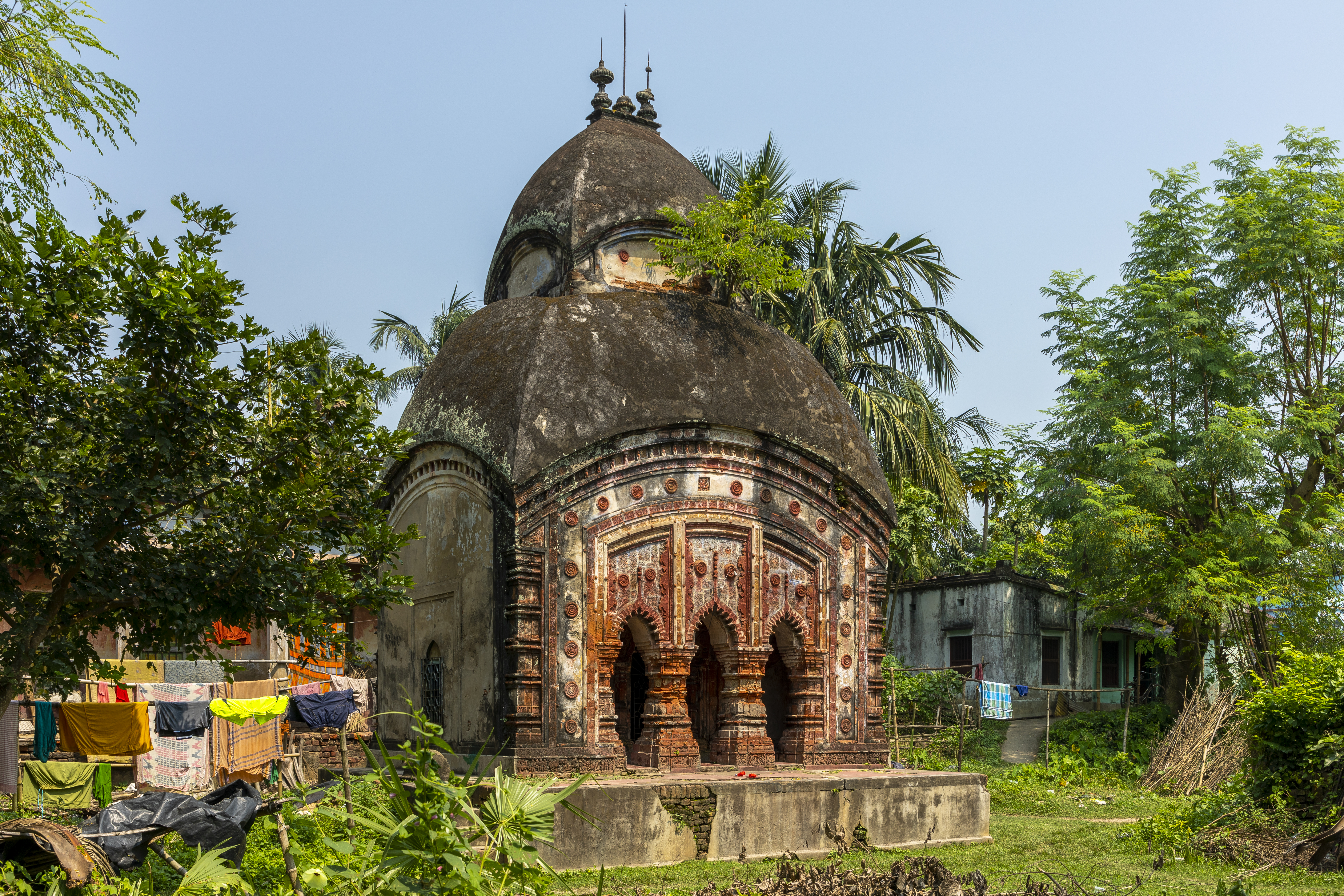
Le temple Syama Sundara, au village de Jhikira, district d'Haora. Octobre 2018.

Le district a une population de 4 850 029 habitants en 2011 pour une superficie de 1 467 km2.